# باريش ميميش
باريش ميميش (بالتركية: Barış Memiş)‏ هو لاعب كرة قدم تركي في مركز نصف الجناح، ولد في 5 يناير 1990 في آقجة آباد في تركيا. شارك مع منتخب تركيا تحت 17 سنة لكرة القدم ومنتخب تركيا تحت 19 سنة لكرة القدم ومنتخب تركيا تحت 21 سنة لكرة القدم. أما مع النوادي، فقد لعب مع 1461 طرابزون وطرابزون سبور وقيصري إيرسيسبور وكارسياكا.

## وصلات خارجية
- باريش ميميش على موقع الاتحاد الأوربي (الإنجليزية)
- باريش ميميش على موقع اتحاد تركيا (لاعب) (الإنجليزية)
- باريش ميميش على موقع قاعدة بيانات كرة القدم.إي يو (الإنجليزية)
- باريش ميميش على موقع عالم كرة القدم.نت (الإنجليزية)